# داگمار نئوباور
داگمار نئوباور (آلمانی: Dagmar Neubauer؛ زادهٔ ۳ ژوئن ۱۹۶۲) ورزشکار دو و میدانی اهل آلمان بود.